# Saccharum williamsii
Saccharum williamsii là một loài thực vật có hoa trong họ Hòa thảo. Loài này được (Bor) Bor ex Cope miêu tả khoa học đầu tiên năm 1980.